# لي سنودن
لي سنودن (بالإنجليزية: Leigh Snowden)‏ هي ممثلة أمريكية، ولدت في 23 يونيو 1929 في كوفينغتون في الولايات المتحدة، وتوفيت في 11 مايو 1982 في شمال هوليوود ‏ في الولايات المتحدة بسبب سرطان.

## وصلات خارجية
- لي سنودن على موقع IMDb (الإنجليزية)
- لي سنودن على موقع أول موفي (الإنجليزية)
- لي سنودن على موقع قاعدة بيانات الفيلم (الإنجليزية)